# Stephanoxis
Stephanoxis là một chi chim trong họ Trochilidae.

## Các loài
Có 2 loài được ghi nhận trong chi:
| Image | Scientific name        | Common Name | Distribution                    |
| ----- | ---------------------- | ----------- | ------------------------------- |
|       | Stephanoxis lalandi    |             | Brazil                          |
|       | Stephanoxis loddigesii |             | Argentina, Brazil, and Paraguay |